# Aeroportul Boraldai
Aeroportul Boraldai (IATA: BXJ, ICAO: UAAR) este un aeroport din Almaty, Kazahstan.
Aeroportul dispune de o singură pistă.